# Маријан Баришић
Маријан Баришић (Трст, 11. август 1918) био је учесник Народноослободилачке борбе и друштвено-политички радник и дипломата СФР Југославије. 

## Биографија
Рођен је 11. августа 1918. у Трсту. Године 1919. доселио се с родитељима у Ријеку, где је полазио основну школу и гимназију. 
Уписао се на Економско-комерцијалну високу школу у Загребу 1936. године. Исте године постаје члан Културног удружења студената пацифиста (организација напредних студената под руководством КПЈ). Године 1937. одлази на студије у Прагу, али већ 1938. враћа се у Сушак. Члан КПЈ постаје 1939. и исте године по налогу Партије улази у Иницијативни одбор Странке радног народа. 
Због политичког рада почетком 1940. је ухапшен и пребачен у Лепоглаву. По изласку из тамнице у лето исте године, иако под полицијском контролом, радио је у техници ЦК КПХ у Загребу. Од октобра ради као илегалац у Карловцу и Шибенику. Послије капитулације Југославије 1941. долази у Ријеку и по налогу Окружног комитета КПХ за Хрватско приморје повезује се са ријечким антифашистима и симпатизерима НОБ те суделује у формирању прве партијске организације у Ријеци и првог партијског актива КПХ за Истру. Своја сећања на то раздобље објавио је у ријечком Новом листу (1971, бр. 193–196) под насловом: Ријека 1941. године. 
Био је секретар Градског комитета КПХ за Ријеку и члан Окружног комитета КПХ за Хрватско приморје. Од децембра 1941. до септембра 1943. био је у затворима у Ријеци, Пули и Копру те интерниран у јужној Италији. Након капитулације Италије, крајем 1943. постављен је за политичког комесара Базе НОВ и ПОЈ у Барију, а у мају 1944. прелази на рад у Озну при Врховном штабу НОВ и ПОЈ. После ослобођења обављао је више политичких дужности: генерални секретар Министарства спољних послова (1948), помоћник министра спољних послова (1950), стални делегат ФНРЈ у ОУН (1952–1953). Године 1953. преведен је у резерву у чину пуковника. Био је затим амбасадор ФНРЈ у Белгији и Луксембургу (1953–1956), у Етиопији (1956–1960) и Бразилу (1961–1964). Године 1964. одлази на политички рад у ЦК КПХ у Загреб. Од 1965. до 1974. био је савезни посланик за Ријеку, а од 1974. је саветник СИВ-а за земље у развоју. 
Носилац је Партизанске споменице 1941, Ордена југословенске заставе с лентом, Ордена братства и јединства са златним венцем и других високих југословенских и страних одликовања.